# Tactical Assault
Tactical Assault is een Amerikaanse actiefilm uit 1998 van regisseur Mark Griffiths.

## Verhaal
Kapitein John 'Doc' Holiday van de Amerikaanse luchtmacht wil wraak nemen op zijn 'collega' kolonel Lee Banning, die hem jaren geleden uit de lucht heeft geschoten omdat Doc een civiel vliegtuig dat uit koers was geraakt en in verboden gebied kwam wilde aanvallen.

## Rolbezetting
| Acteur              | Personage                   |
| ------------------- | --------------------------- |
| Rutger Hauer        | kapitein John 'Doc' Holiday |
| Robert Patrick      | kolonel Lee Banning         |
| Isabel Glasser      | Jennifer Banning            |
| Dey Young           | dokter Baxter               |
| Ken Howard          | generaal Horace White       |
| Tam Logan           | luitenant Conklin           |
| Wendy Benson        | Maureen                     |
| Bruce Anderson      | luitenant Roberts           |
| Michael W. Mitchell | Hawk                        |
| David Kadas         | Dutchman                    |
| John Nadler         | Scout                       |
| Richard Langan      | Cougar                      |